# Nissan Titan
O Titan é uma picape de porte grande da Nissan, desenvolvida especialmente para o mercado norte-americano. Nos Estados Unidos, o estado do Texas representa quase 25% das Titan vendidas.
Maior que o Nissan Frontier fabricado e vendido no Brasil, o Titan é equipado com motor 5.6 V8 32v (VK56DE), com injeção direta de gasolina que gera 309cv, sempre associado a um câmbio automático de 5 marchas.

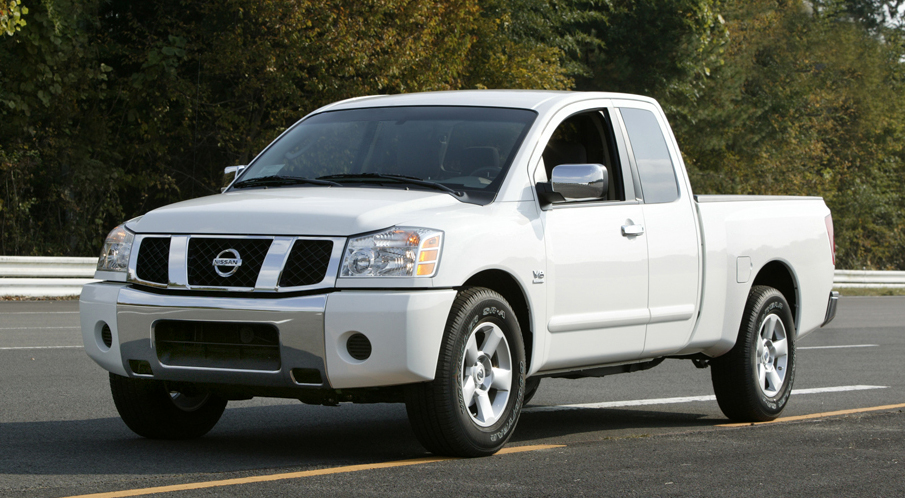
Titan King Cab

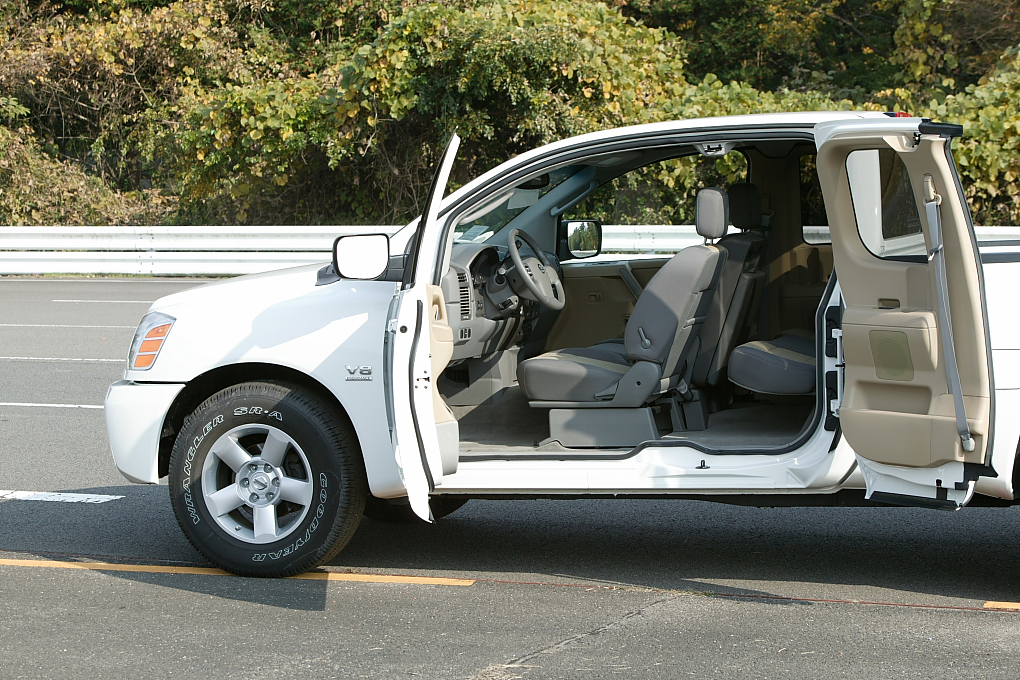
Titan King Cab

## Galeria
- Primeira geração (2003-2015)
- Segunda geração (2016-presente)